# 矢波站

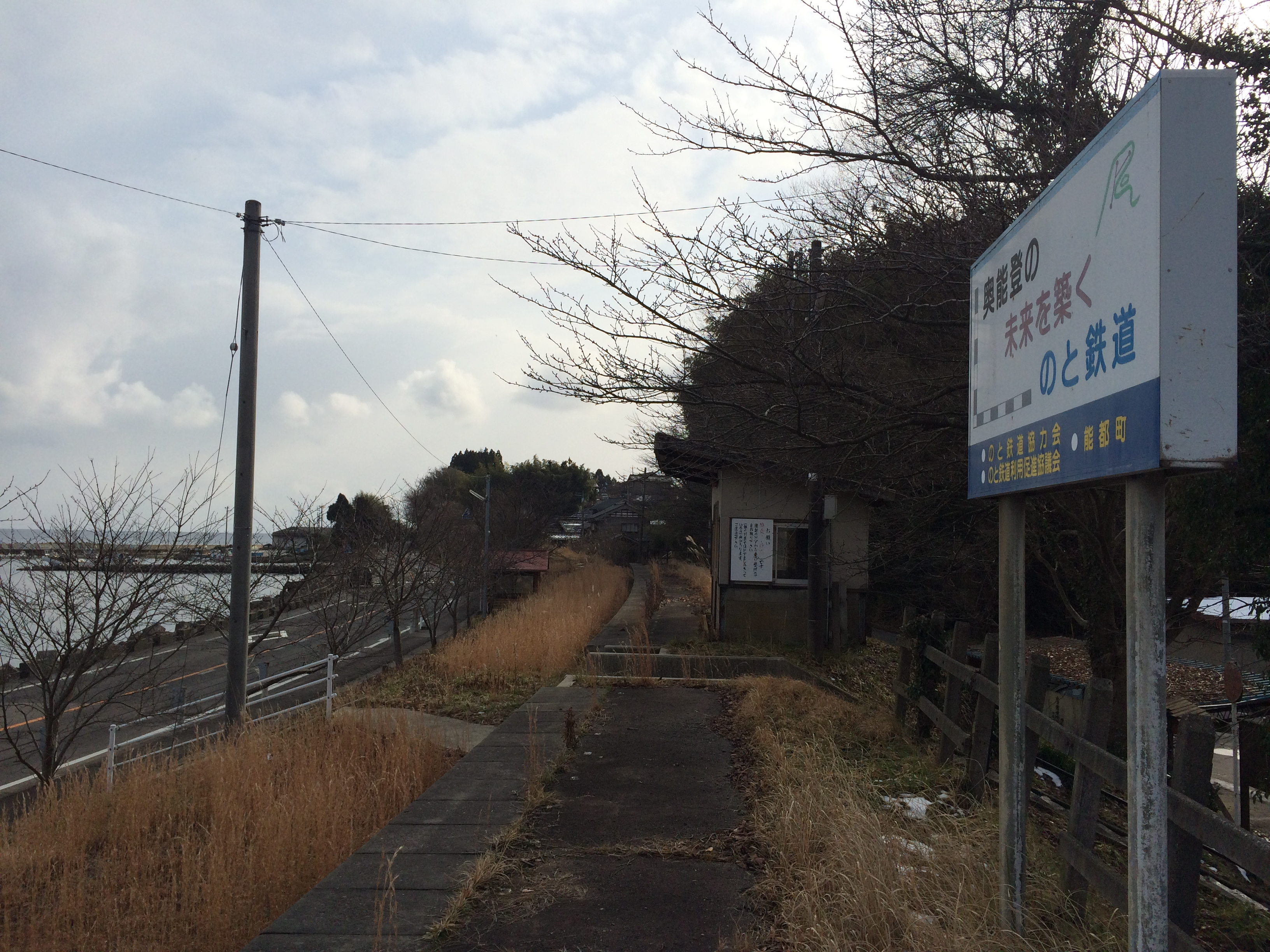
七見站方向　撤走候車室前
(2014年2月)

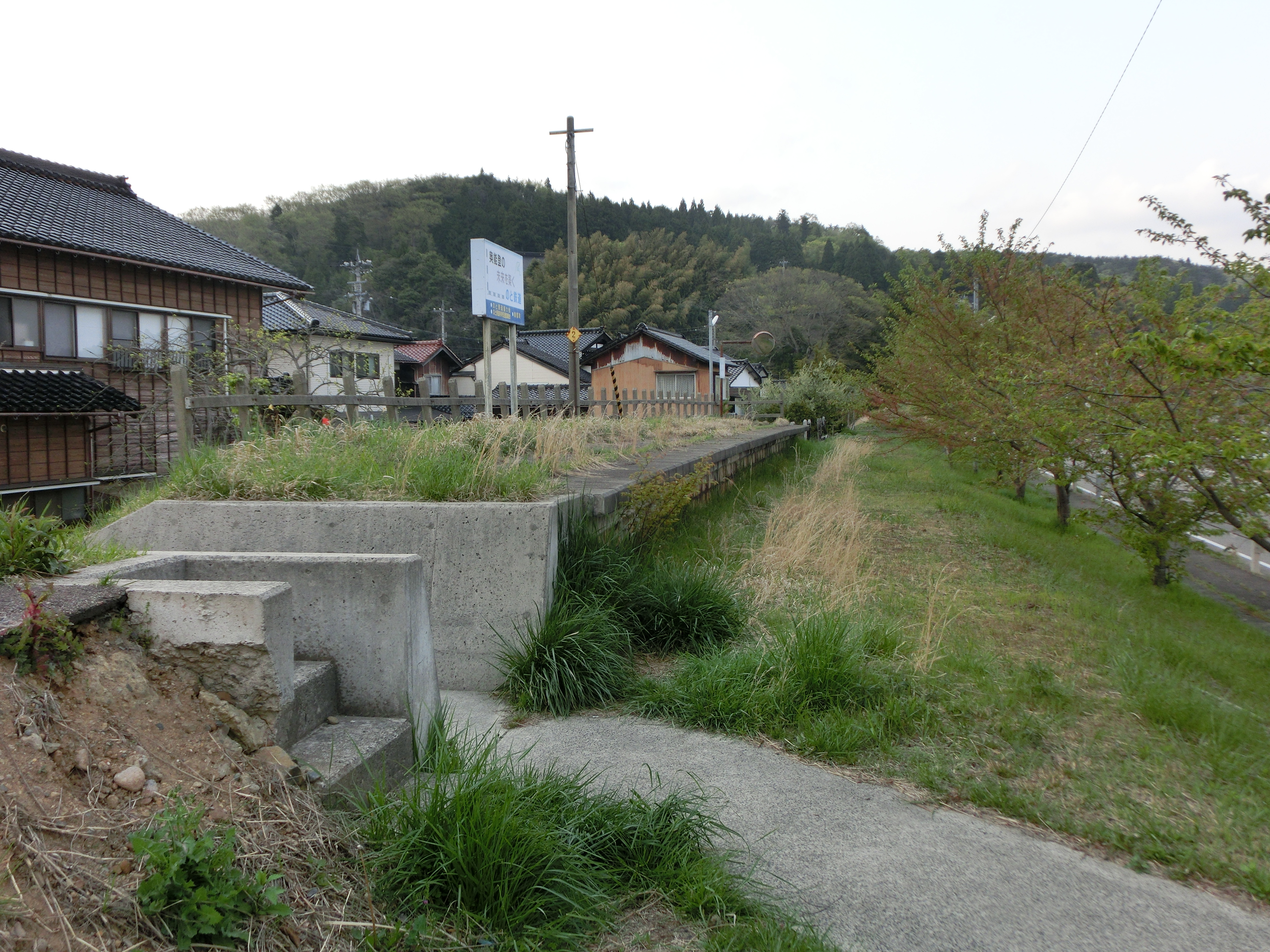
波並站方向
(2017年4月)

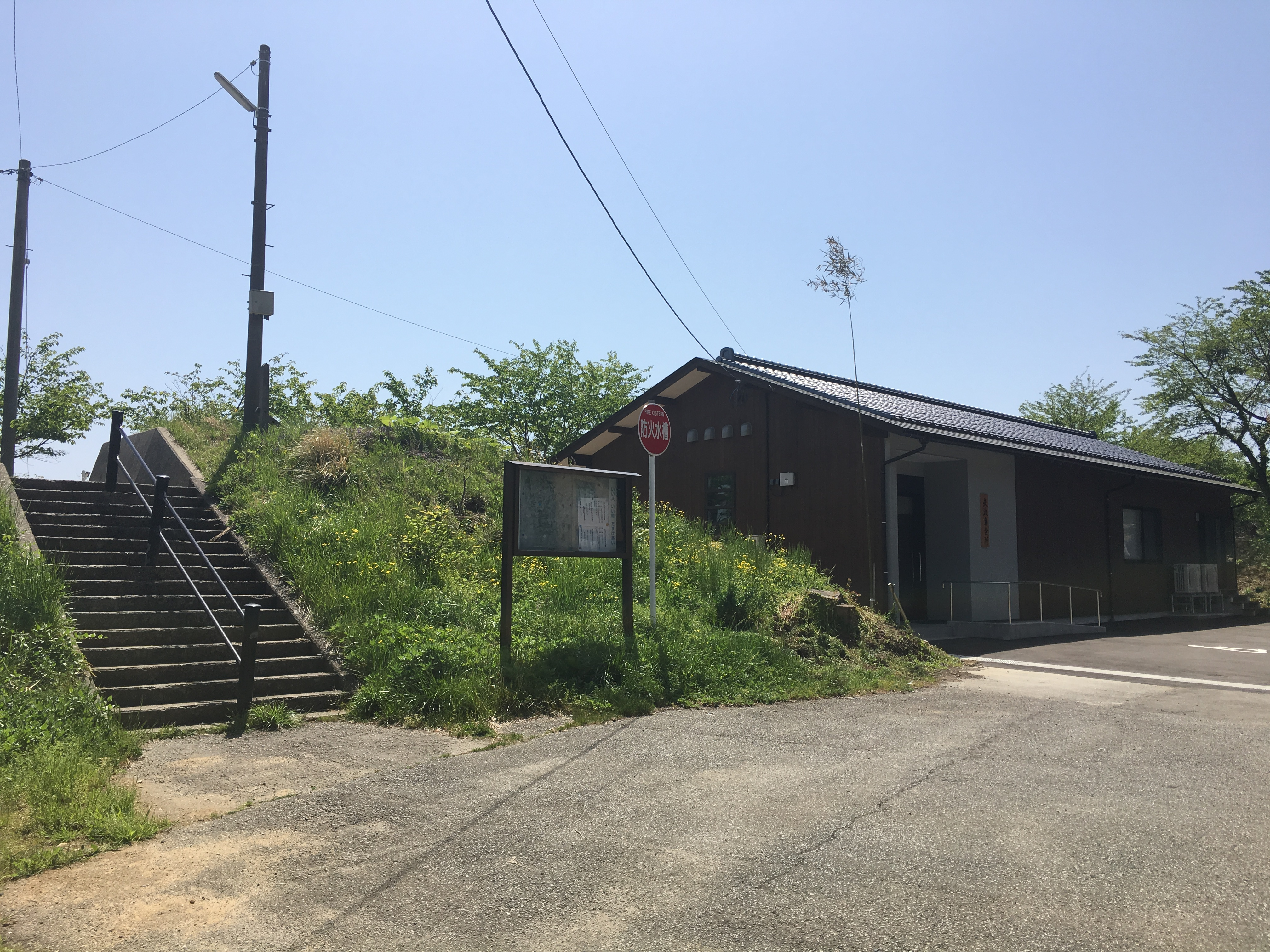
月台入口樓梯和矢波地區集會場
(2017年5月)

矢波站（日语：／ Yanami eki */?）是位於石川縣鳳珠郡能登町矢波，能登鐵道的能登線車站（廢站）。
為了建設通道連接國道一方的巴士站，部分月台被削去。後來，月台靠近穴水站一方的一半部分被撤走，以便建設了矢波地區集會場。

## 車站構造
截至車站廢除前，車站是一座地面車站，設有1面1線的單式月台。此站沒有車站大樓，只有候車室。此站是無人車站。

## 車站周邊
- 國道249號

## 歷史
- 1960年（昭和35年）4月17日 - 日本國有鐵道（國鐵）能登線鵜川至宇出津之間開通[1][2]，車站啟用。
- 1987年（昭和62年）4月1日 - 伴隨國鐵分割民營化，車站由西日本旅客鐵道（JR西日本）營運。
- 1988年（昭和63年）3月25日 - 能登線由能登鐵道繼承[1][2][3]。
- 2005年（平成17年）4月1日 - 能登線廢除，此站也被廢除[1][2]。

## 相鄰車站
能登鐵道
能登線
七見－矢波－波並

## 注腳
1. 1 2 3   (PDF). 能登町広報情報推進課. 2017-04-01  [2021-02-23] （日语）.
2. 1 2 3  寺田裕一（日语：寺田裕一）. . Neko出版. 2010-12-29: 9. ISBN 978-47770-1091-2 （日语）.
3. ↑  . 中日新聞Web. 2020-12-05  [2021-02-23]. （原始内容存档于2022-02-17） （日语）.